# Stichopogon sogdianus
Stichopogon sogdianus là một loài ruồi trong họ Asilidae. Stichopogon sogdianus được Lehr miêu tả năm 1975. Loài này phân bố ở vùng Cổ Bắc giới.